# Paladium (álbum)
Paladium es un álbum en vivo de Patricio Rey y sus Redonditos de Ricota publicado en 1986. El audio de este recital está grabado en audio consola, la cual es un álbum que tiene en presentación el segundo álbum de Oktubre en parte porque fue la misma banda quien ayudó a difundir el material, al igual que Stud Free Pub de 1985. La lista de canciones corresponde al recital del 18 de octubre de 1986.

## Historia
Paladium es una mezcla de los conciertos acontecidos el 18 y 25 de octubre de 1986 en Paladium (Reconquista al 945) a las 21:00 horas, para la presentación del nuevo álbum de Patricio Rey y sus Redonditos de Ricota, Oktubre. El álbum tienen canciones de los dos álbumes del grupo hasta ese momento, además incluye varias canciones inéditas como por ejemplo, "El regreso de Mao", "Roxana Porchelana", "Rock de las Abejas", "Patricio Super Show" y "Nene Nena". También cuenta con "Blues de la Libertad", que fue editado recién en 1996 en Luzbelito.

## Prólogo
En 1986, aprovechando el portaestudio de Gonzo, el grupo compone nuevos temas y bucea en un nuevo sonido. El resultado es gran parte del material que tomará parte del segundo disco: "Fuegos de Octubre", "Semen-Up", "Música para pastillas", "Preso en mi Ciudad", "Motorpsico" y "Divina TV Führer". En mayo tocan en Paladium, en shows que arrancan con la grandilocuente Obertura 1812 de Chaikovski. Por entonces, a la hora de encarar la grabación definitiva, el método de los ahorros permite que vayan a un estudio como Panda y ahí registran Oktubre, en los meses de agosto y septiembre. Los invitados de turno son Daniel Melero (por entonces en Los Encargados) en teclas, y Claudio Cornelio (del grupo revelación del momento, Don Cornelio y La Zona) en percusión electrónica. La tapa, claro, una vez más va a dar a las manos de Rocambole. Para los siguientes shows, un ciclo en el Centro Parakultural de la calle Venezuela y otro en Paladium, se suman Claudio Cornelio y el tecladista Andrés Teochadiris con su órgano Hammond. Durante el verano siguiente, en el momento en que el grupo decide incorporarlo como miembro estable, Andrés muere en un accidente. Skay y el Indio deciden no reemplazarlo.

## Lista de canciones
1. "Fuegos de octubre" (3:56)
2. "El regreso de Mao" (2:36)
3. "Canción para Naufragios" (5:43)
4. "Roxana Porchelana" (3:57)
5. "Divina TV Führer" 2:48)
6. "La Bestia Pop" (3:56)
7. "Jijiji" (6:27)
8. "Blues de la Libertad" (5:08)
9. "Rock de las Abejas" (4:56)
10. "Semen-Up" (6:30)
11. "Preso en mi Ciudad" (3:35)
12. "Música para Pastillas" (4:19)
13. "Patricio Super Show" (1:35)
14. "Ya nadie va a escuchar tu remera" (3:58)
15. "Ñam Fi Frufi Fali Frú" (2:52)
16. "Unos Pocos Peligros Sensatos" (2:52)
17. "Nene Nena" (4:16)

## Integrantes
- Voz: Indio Solari
- Guitarra: Skay Beilinson
- Guitarra: Tito "Fargo" D'Aviero
- Bajo: Semilla Bucciarelli
- Batería: Piojo Ávalos
- Saxo: Willy Crook
- Teclados: Andres Teocharidis
- Percusión: Claudio Cornelio